# Edwin Kentfield
Edwin „Jonathan“ Kentfield (* 11. Januar 1802 in Brighton, Sussex; † 1873 ebenda) war ein englischer English-Billiards-Spieler, der 1825 als erster Spieler die professionelle English-Billiards-Weltmeisterschaft gewann.

## Karriere

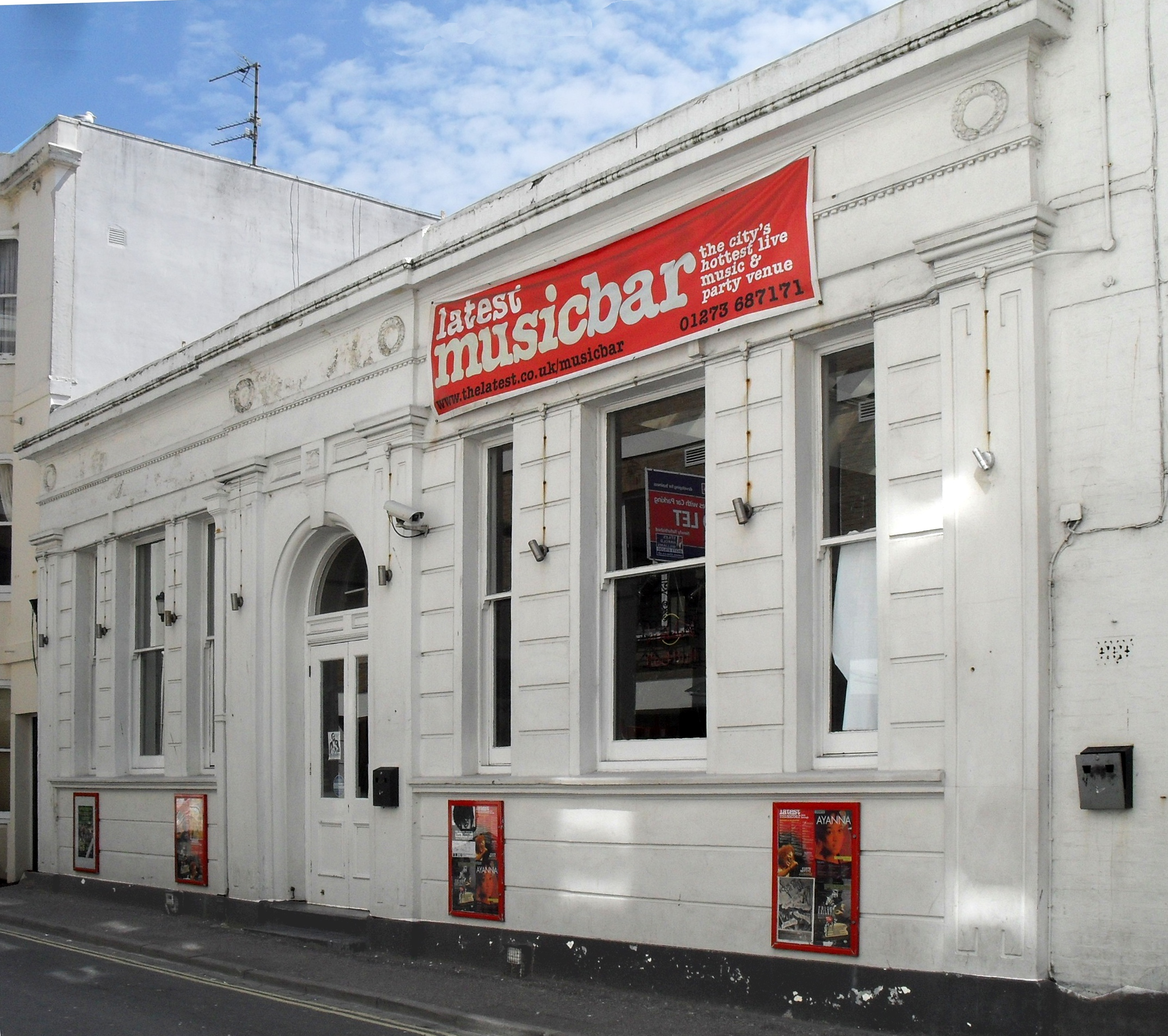
Die ehemaligen Kentfield Billiard Rooms in der Manchester Street, Brighton (2013)

Über Kentfields Kinderjahre gibt es unterschiedliche Angaben. Die genealogische Plattform WikiTree gibt an, Kentfield sei am 11. Januar 1802 in Brighton im südenglischen Sussex als Sohn von Hannah und Jonathan Kentfield zur Welt gekommen. Seine Taufe habe exakt sechs Monate später ebendort stattgefunden. Alternativ lässt sich als Geburtsort auch das nordenglische Yorkshire finden. Zur weiteren Unklarheiten trägt bei, dass manche Quellen als Spitznamen Edwins auch „Jonathan“, also den Namen seines Vaters, angeben. Sein Vater errichtete offenbar 1810 eine Billardhalle im Brightoner Stadtteil Kemptown. Diese muss Edwin später übernommen haben, wobei Edwin in jedem Falle selbst aktiv spielte. Finanziell warf die Billardhalle über den Verkauf von Abonnements einiges ab, denn ein Besitz dieser war für die Benutzung der Halle erforderlich.
1825 suchte Jack Carr einen Herausforderer um einen Titel, der mit der heutigen professionellen English-Billiards-Weltmeisterschaft vergleichbar ist. Kentfield, der einige Zeit zuvor bereits eine Partie gegen Carr bei dessen Besuch in Brighton mit 100:99 gewonnen hatte, meldete sich daraufhin bei ihm, um zwischen ihnen beiden den ersten Titelträger der Weltmeisterschaft auszuspielen. Allerdings starb Carr einen Tag vor Spielbeginn, sodass Kentfield zum Weltmeister erklärt wurde. Kentfield gilt als einer der ersten Billardspieler, die von ihren Spielgewinnen leben konnten, sozusagen Profispieler waren.
Während seiner Spielerkarriere arbeitete Kentfield mit dem Billardtischhersteller John Thurston zusammen. Mit Kentfield als einer Art fachlichem Berater wurde Thurston zu einem der führenden Billardtischhersteller seiner Zeit. Kentfield konnte im Gegenzug seine Billardtische stets mit den neuesten Ausrüstungen ausstatten. Beide entwickelten zudem zusammen verschiedene Ideen mit dem Ziel, die Spielbedingungen insbesondere hinsichtlich des Equipments zu verbessern. Ein Nebeneffekt dieser Verbesserungen war unter anderem ein schnelleres Spieltempo. Zusammen entwickelten sie eine Form für die Billardtische in Normalgröße (full-size table), die zum Standard wurde.
Darüber hinaus zeigte sich Kentfield dafür verantwortlich, dass sich kleinere Taschen für die Kugeln im English Billiards durchsetzten. Intention dieser Änderung war eine Erschwerung des Spot Strokes (siehe unten). Zudem unterstützte er die Einführung von Schiefer als Material für die Unterlage der Spielfläche beim Billardtisch, einer verbesserten Betuchung des Tisches, eines raueren Materials für die Taschen des Tisches und größerer Billardkugeln. 1839 veröffentlichte Kentfield, mangels Herausforderer immer noch amtierender Weltmeister, ein Buch, dessen sehr langer offizieller Titel mit The Game of Billiards Scientifically Explained abgekürzt wird. Versehen mit einem Vorwort von John Thurston, behandelte Kentfield unter anderem verschiedene Stoßtechniken sowie unterschiedlichste internationale Billardvarianten. Bis 1886 erschienen insgesamt sechs Auflagen.
Erst 1849 wurde Kentfield dann doch noch um seinen Weltmeistertitel herausgefordert, und zwar von John Roberts Sr. Roberts Sr. genoss bereits zu dieser Zeit großes Ansehen als English-Billiards-Spieler. Obwohl er in freundschaftlichen Partien mit Roberts durchaus mithalten konnte und ein Spiel gegen Roberts finanziell profitabel gewesen wäre, entschied sich Kentfield im Endeffekt gegen die Annahme der Herausforderung. Der Grund dafür war wahrscheinlich Kentfields Annahme, dass er als „geschlagener Ex-Weltmeister“ schlechter dastehe als ein „freiwillig abgetretener Weltmeister“, denn Kentfield ging wohl davon aus, dass Roberts der deutlich bessere Spieler sei. Somit verlor er kampflos seinen Weltmeistertitel zugunsten von Roberts, der seinerseits nun amtierender Weltmeister war.
Noch Anfang der 1860er-Jahre war Kentfield Eigentümer seiner Billardhalle in Brighton. Finanziell war er aber schlecht gestellt. So wurde er am 26. Oktober 1863 für bankrott erklärt. Zwei Jahre später kam es deshalb zu einer Gerichtsverhandlung unter dem Vorsitz von James Rigg Brougham. Privat interessierte sich Kentfield unter anderem für den Gartenbau und galt als ein Mann mit „feinem Geschmack“. Seit 1827 war er mit Jane Ann Martin verheiratet, die offenbar einige Jahre vor ihm verstarb. Zusammen hatten die beiden sechs Kinder. Kentfield starb 1873, laut der Plattform WikiTree im späteren Sommer.

## Spielweise
Es ist nichts darüber bekannt, ob Kentfield aktiv an der Weiterentwicklung von Spielweisen im English Billiards beteiligt war. Er selbst war recht geschickt in der Stoßart des Spot Strokes. Bei dieser damals sehr beliebten Stoßart wurde immer und immer wieder die Rote von ihrem Spot aus gelocht (nach jedem Lochen wurde sie vom Schiedsrichter wieder zurückgelegt). Da erst 1898 die Anzahl der hintereinander folgenden Spot Strokes begrenzt wurde, konnte Kentfield so vergleichsweise viele Punkte hintereinander erzielen. Trotzdem setzte er sich dafür ein, dass dieser Stoß nicht allzu sehr verbreitet wurde. Dazu verkleinerte er unter anderem die Taschen der Billardtische in seiner Billardhalle, um die Spot Strokes zu erschweren. Zudem bemühte er sich keinesfalls, diese Stoßtechnik weiterzuentwickeln. Grund für diese Einstellung war vermutlich die Annahme, dass eine exzessive Verwendung von Spot Strokes das Spiel langweiliger machen und damit die Popularität des Sports langfristig beeinträchtigen würde. Eine ähnliche Meinung vertrat auch John Roberts jr. Kentfields Lieblingsstoßart war der Losing Hazard, bei dem der gestoßene Ball nach einem Kontakt mit einem anderen Ball im Idealfall in eine Tasche fällt. Kentfield spielte den Losing Hazard bevorzugt „mit sanfter Stärke“. Auch generell gehörte die Sanftheit zu Kentfields Stärken. Zudem spielte er regelmäßig für damalige Verhältnisse recht hohe Breaks. Seine Rekordpunktzahl lag dabei bei 196 Punkten mit einer Aufnahme. Des Weiteren schrieb Joseph Bennett in seinem 1899 erschienenen Billiards, dass Kentfield „unschlagbar im one-pocket-game“ gewesen sein soll. Bei dieser mit einem Spielball und 15 Objektbällen gespielten Variante durften die Bälle nur in eine vorher ausgewählte Tasche gelocht werden.
Ein Vergleich zwischen Kentfield und anderen Spitzenspielern späterer Jahre ist schwer. Zum einen waren die Spielgeräte und -techniken zu Kentfields Zeit nur unzureichend entwickelt, was sich binnen weniger Jahrzehnte deutlich änderte. Gegen spätere Spitzenspieler bestritt Kentfield zudem, soweit bekannt, kein einziges Spiel, das als Vergleich herangezogen werden könnte. Lediglich John Roberts Sr. berichtete später, er habe Anfang 1849 drei Spiele gegen Kentfield bestritten, von denen dieser zwei gewonnen habe. Roberts Sr. übermittelte Kentfield im Rahmen dieses Besuches in Brighton, dass er ihn um den Weltmeistertitel herausfordere. Er schrieb später, dass Kentfields Spiel „sehr artistisch“ gewesen sei und den Effet und Rückläufer genutzt habe. Meist habe Kentfield ohne viel Queuepower auskommen können, selten habe er auch sehr druckvolle Stöße gespielt, die „brillant“ gewesen seien. Bei Gelegenheit habe er auch gerne Stöße in der Baulk-Area, dem Bereich über der Baulk-Linie (siehe „Beschreibung“ im Artikel Snookertisch), gespielt. Allerdings seien ihm durchaus Fehler unterlaufen. Ein gewisser Mr. Mardon, der sich ein Spiel von Kentfield angeschaut hatte, beschrieb dessen Spielweise später als einzigartig und beeindruckend. Dennoch habe Kentfield immer das Spiel vor Augen gehabt. Für Sydenham Dixon, der 1905 einen Artikel über die Geschichte des English Billiards für den English-Billiards-Band der Buchreihe Badminton Library verfasste, war Kentfield ein „Genie“ und ein Vorbild für nachfolgende Spielergenerationen. Seine Entscheidung, die Herausforderung von Roberts nicht anzunehmen, zeuge von einem guten Urteilsvermögen.

## Veröffentlichungen
- Edwin Kentfield: The Game of Billiards: Scientifically Explained, and Practically Set Forth, in a Series of Novel and Extraordinary Strokes; and Illustrated by Numerous Appropriate Diagrams. To which is added the Rules and Regulations which govern the Numerous Games as they are played at the Present Day in all Countries of Europe. Smith, Elder & Co., London 1839 (eaba.co.uk – bis zu vierten Auflage 1848 bei Smith, Elder & Co. Fünfte Auflage 1850 bei John Thurston (London), sechste Auflage 1886 bei Thurston & Co. sowie bei Alfred Boot & Son (jeweils London)).